# Хаджа (област)
Хаджа е една от 19-те области на Йемен. Площта ѝ е 8300 км², а населението ѝ е 1 834 300 жители (по оценка от 2012 г.). Разделена е на 31 окръга. Разположена е в часова зона UTC+3. Официален език е арабският.